# سياسة الطاقة النووية
سياسة الطاقة النووية هي سياسة وطنية ودولية تتعلق ببعض أو كل جوانب الطاقة النووية ودورة الوقود النووي، مثل تعدين اليورانيوم وتركيز الوقود النووي الخام وتخصيبه وتوليد الكهرباء بالطاقة النووية وتخزين وإعادة معالجة الوقود النووي المستهلك والتخلص من المخلفات الإشعاعية.
تتضمن سياسات الطاقة النووية تنظيم استخدام الطاقة والمعايير المتعلقة بدورة الوقود النووي غالبًا. وتشمل التدابير الأخرى معايير الكفاءة وأنظمة السلامة ومعايير الانبعاثات والسياسات المالية والتشريعات المتعلقة بتجارة الطاقة ونقل النفايات النووية والمواد الملوثة وتخزينها. قد تدعم الحكومات الطاقة النووية وترتب المعاهدات والاتفاقيات التجارية الدولية بشأن استيراد وتصدير التكنولوجيا النووية والكهرباء والنفايات النووية واليورانيوم.
استُخدم مصطلح النهضة النووية منذ عام 2001، للإشارة إلى إحياء مُحتمل لصناعة الطاقة النووية، لكن توليد الكهرباء النووية بلغ في عام 2012 أدنى مستوى له منذ عام 1999.
بعد كارثة مفاعل فوكوشيما 1 النووي في شهر مارس من عام 2011، راجعت الصين ألمانيا وسويسرا وإسرائيل وماليزيا وتايلاند والمملكة المتحدة والفلبين برامجها للطاقة النووية. لا تزال أندونيسيا وفيتنام تخططان لبناء محطات للطاقة النووية. تُشغل 31 دولة محطات الطاقة النووية، وهناك عدد كبير من المفاعلات الجديدة التي تُبنى في الصين وكوريا الجنوبية والهند وروسيا. لا تمتلك دول مثل أستراليا والنمسا والدنمارك واليونان وأيرلندا ولاتفيا وليختنشتاين ولوكسمبورغ ومالطا والبرتغال وإسرائيل وماليزيا والنرويج اعتبارًا من يونيو 2011، محطات للطاقة النووية وما تزال معارضة للطاقة النووية.
يمكن للتطلعات العسكرية أن تلعب دورًا في قرارات سياسة الطاقة بما أن تكنولوجيا الطاقة النووية والأسلحة النووية مرتبطتان ارتباطًا وثيقًا. يؤثر الخوف من الانتشار النووي على بعض سياسات الطاقة النووية الدولية.

## الصورة العالمية
أدى الخوف العام من الطاقة النووية بعد كارثة تشرنوبل عام 1986، إلى توقف فعلي في بناء المفاعلات، وقررت العديد من البلدان التخلص التدريجي من الطاقة النووية تمامًا. ومع ذلك، يُعتقد أن الطلب المتزايد على الطاقة يتطلب مصادر جديدة للطاقة الكهربائية، وقد أثار ارتفاع أسعار الوقود الأحفوري إلى جانب المخاوف بشأن انبعاثات غازات الاحتباس الحراري (انظر التخفيف من تغير المناخ) اهتمامًا متزايدًا بالطاقة النووية والتنبؤات بالنهضة النووية.
كانت الولايات المتحدة في عام 2004، أكبر منتج للطاقة النووية بنسبة 28% من الطاقة العالمية، تليها فرنسا (18%) واليابان (12%).  شغّلت 31 دولة في عام 2007، محطات للطاقة النووية. توقعت الوكالة الدولية للطاقة الذرية في سبتمبر 2008، أن تظل الطاقة النووية بنسبة 12.4-14.4% من إنتاج الكهرباء في العالم حتى عام 2030.
بعد عامين تقريبًا من حادثة فوكوشيما وتحديدًا في عام 2013، ووفقًا للوكالة الدولية للطاقة الذرية، هناك 390 وحدة توليد نووية عاملة في جميع أنحاء العالم، أي أقل من 10% مما كانت عليه قبل حادثة فوكوشيما، تمامًا كما هو الحال في تشيرنوبيل عام 1986. من المتوقع أن تصبح آسيا السوق المزدهر الأساسي للطاقة النووية في المستقبل الممكن التكهن به، على الرغم من استمرار الشكوك حول آفاق الطاقة بالنسبة لليابان وكوريا الجنوبية ودول أخرى في المنطقة. بحلول عام 2014، كان 63% من جميع المفاعلات قيد الإنشاء على مستوى العالم في آسيا.

## المشكلة السياسية

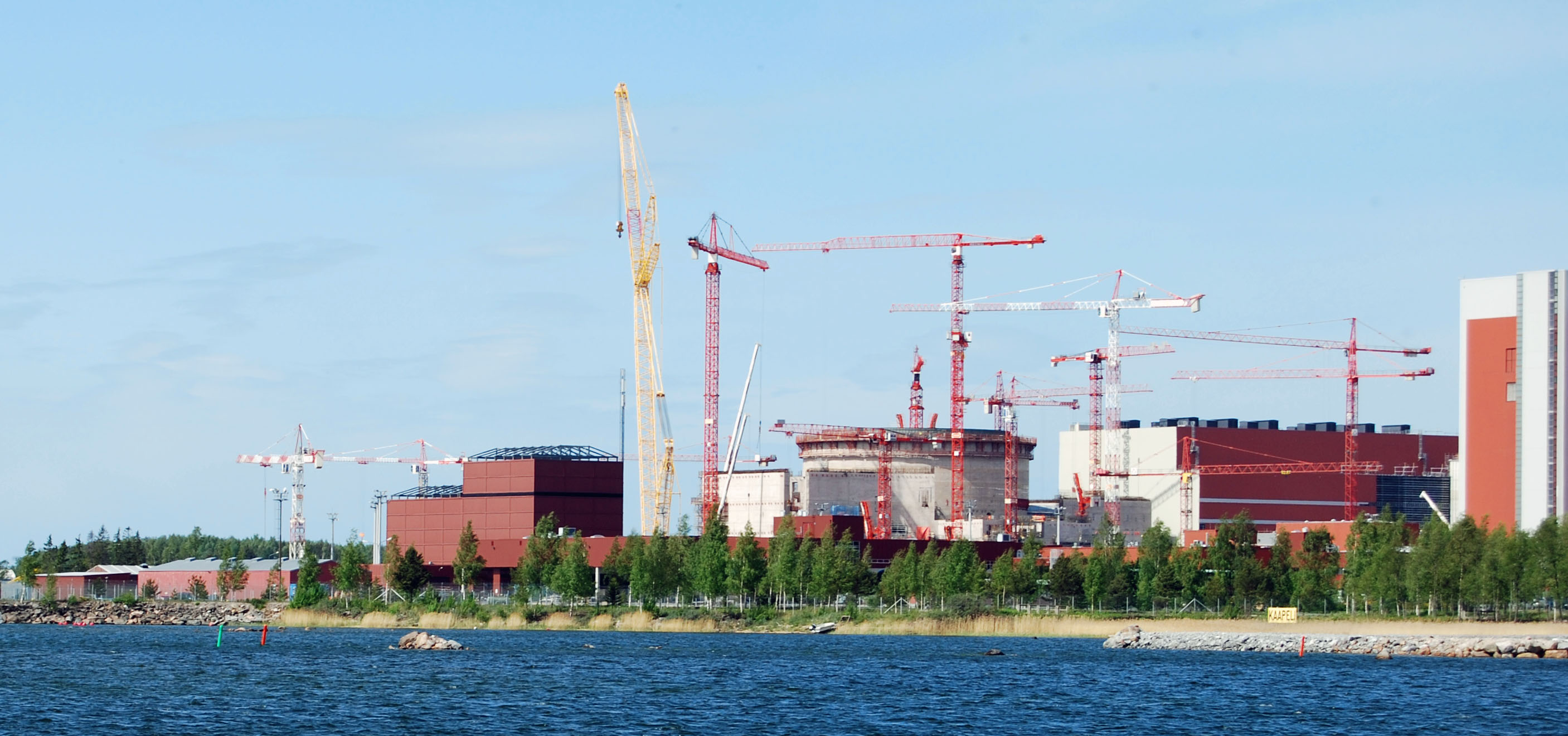
محطة الطاقة الثالثة في أولكيلوتو قيد الإنشاء في عام 2009.

### المخاوف النووية
تعد الحوادث النووية والإشعاعية والتخلص من النفايات المشعة عالية المستوى من المقلقات الرئيسية. وتشمل المخاوف الأخرى انتشار الأسلحة النووية وارتفاع تكلفة اقتصاديات محطات توليد الكهرباء بالطاقة النووية والإرهاب النووي.

### أمن الطاقة
تمنح الطاقة النووية استقلالًا في مجال الطاقة بالنسبة لبعض البلدان. ويقول الفرنسيون بخصوص هذا الشأن: «ليس لدينا فحم حجري ولا نفط ولا غاز وليس لدينا خيار». تفتقر اليابان أيضًا إلى الموارد الطبيعية الأصلية لإمدادات الطاقة، واعتمدت على الطاقة النووية لإنتاج ثلث الطاقة قبل كارثة فوكوشيما النووية، وسعت اليابان منذ مارس 2011، لتعويض فقدان الطاقة النووية مع الاعتماد المتزايد على الغاز الطبيعي المُسال المستورد، ما أدى إلى أول عجز تجاري في البلاد منذ عقود سبقت الحادثة. لذلك، تصعب مناقشة مستقبل الطاقة النووية بحضور نقاش أمن الطاقة واستخدام مزيج الطاقة، بما في ذلك تطوير الطاقة المتجددة.
لم تتأثر الطاقة النووية نسبيًا بالحظر والعقوبات الاقتصادية، ويُستخرج اليورانيوم في البلدان «الموثوقة»، بما في ذلك أستراليا وكندا.

### تاريخ واتجاهات الطاقة النووية
لطالما قدم المؤيدون توقعات متضخمة للنمو المتوقع للطاقة النووية، لكن أبقت الحوادث الكبرى والتكاليف المرتفعة النمو أقل بكثير. توقعت الوكالة الدولية للطاقة الذرية في عامي 1973 و1974، قدرة نووية مثبتة في جميع أنحاء العالم من 3600 إلى 5000 غيغاواط بحلول عام 2000. كانت توقعات الوكالة الدولية للطاقة الذرية في عام 1980 من 740 إلى 1075 غيغاواط من القدرة المركبة بحلول عام 2000. حتى بعد كارثة تشيرنوبيل عام 1986، توقعت وكالة الطاقة النووية قدرة نووية مثبتة من 497 إلى 646 غيغاواط لعام 2000. بلغت القدرة الفعلية في عام 2000 إلى 356 غيغاواط. علاوةً على ذلك، كانت تكاليف البناء في كثير من الأحيان أعلى بكثير من المتوقع، بالإضافة إلى استغراقها زمنًا أطول بكثير أيضًا، إذ فشلت في تلبية التوقعات المتفائلة لـ «كهرباء رخيصة ونظيفة وآمنة وغير محدودة».
ومع ذلك، كانت نسبة توليد الكهرباء النووية في عام 2012 عند أدنى مستوى لها منذ عام 1999، وتأخرت المفاعلات الجديدة التي كانت قيد الإنشاء في فنلندا وفرنسا، والتي كان من المفترض أن تقود نهضة نووية، وتتجاوز ميزانيتها. لدى الصين 32 مفاعلًا جديدًا قيد الإنشاء، وهناك أيضًا عدد كبير من المفاعلات الجديدة التي تُبنى في كوريا الجنوبية والهند وروسيا. وفي الوقت نفسه، سيُغلق ما لا يقل عن 100 مفاعل قديم وصغير «على الأرجح خلال 10-15 سنة القادمة». لذا، تُوازن البرامج النووية الآخذة في التوسع في آسيا بإنهاء المحطات المُعمّرة والتخلص التدريجي من المفاعلات النووية.
أثارت الكارثة النووية في محطة فوكوشيما 1 للطاقة النووية في اليابان في مارس 2011، والتي تسببت في إغلاق منشآت نووية أخرى، تساؤلات بين بعض المعلقين حول مستقبل النهضة. أفاد بلاتس أن «الأزمة في محطات فوكوشيما النووية في اليابان، هي التي دفعت الدول الرائدة المستهلكة للطاقة إلى مراجعة سلامة مفاعلاتها الحالية وإلقاء الشكوك على سرعة وحجم التوسعات المخطط لها حول العالم». خرجت شركة سيمنز في عام 2011، من قطاع الطاقة النووية بعد كارثة فوكوشيما والتغيرات اللاحقة في سياسة الطاقة الألمانية، ودعمت انتقال الحكومة الألمانية المخطط للطاقة إلى تقنيات الطاقة المتجددة. استعرضت الصين وألمانيا وسويسرا وإسرائيل وماليزيا وتايلاند والمملكة المتحدة وإيطاليا والفلبين برامج الطاقة النووية لديها. لا تزال إندونيسيا وفيتنام تخططان لبناء محطات للطاقة النووية. لا تزال دول مثل أستراليا والنمسا والدنمارك واليونان وأيرلندا ولاتفيا وليختنشتاين ولوكسمبورج والبرتغال وإسرائيل وماليزيا ونيوزيلندا والنرويج، مُعارضة للطاقة النووية. خفضت وكالة الطاقة الدولية بعد الحوادث النووية في فوكوشيما 1، تقديراتها إلى النصف فيما يتعلق بقدرة توليد الطاقة النووية الإضافية التي بُنيت بحلول عام 2035.